# مغنولية صفصافية الأوراق
ماغنوليا صفصافية الأوراق (الاسم العلمي: Magnolia salicifolia) هي نوع من النباتات تتبع جنس الماغنوليا من الفصيلة الماغنولية.